# J.C. Lehman
J.C. Lehman var en amerikansk pingstmissionär och grundare av Pentecostal Holiness Church of South Africa.
I början av 1900-talet var han, i fem år, verksam som missionär bland zulufolket i Sydafrika.
1908 återvände han, denna gång tillsammans med missionärskollegorna John G Lake och Thomas Hezmalhalch. Tillsammans kom de att grunda Apostolic Faith Mission of South Africa.
Efter att Lake och Hezmalhalch återvänt till USA grundade Lehman 1913 Pentecostal Holiness Church in South Africa.